# Иванов, Николай Александрович (генерал-губернатор)
Николай Александрович Иванов (1842—1904) — русский государственный деятель, участник Туркестанских походов.

## Биография
Родился 26 января 1842 года. Окончил курс Оренбургского Неплюевского кадетского корпуса и Михайловского артиллерийского училища, из которого 12 июня 1863 г. был произведён в хорунжие конной артиллерии Оренбургского казачьего войска и сразу же принял участие в военных действиях в Средней Азии; отличившись в первых своих боях с кокандцами, был награждён орденом св. Анны 3-й степени. Будучи сотником конно-артиллерийской № 3 батареи Оренбургского казачьего войска, за штурм Ташкента награждён 25 декабря 1865 г. орденом св. Георгия 4-й степени, проявив в этом деле не только выдающуюся храбрость, но и находчивость: заметив гибель наших войск от перекрёстного артиллерийского огня, он штыковым натиском выбил кокандцев из-за баррикад и завладел их орудиями, причём сам был контужен в голову. В наградном листе сказано:
В воздаяние за отличие, оказанное при штурме г. Ташкента, 15 Июня 1865 года, где, с 50 нижними чинами, сбил с 2-х баррикад в 10 раз сильнейшего неприятеля и овладел 3 орудиями
Состоя затем в распоряжении генерала Романовского, Иванов принял участие в рекогносцировке урочища Мурза-рабат, в бою при Ирджаре, при взятии крепости Заамин, при штурме Джизака и Ура-Тюбе. За эти бои был награждён орденами св. Владимира 4-й степени с мечами и бантом, св. Станислава 2-й степени с мечами и золотой саблей с надписью «За храбрость». Под начальством генерала Абрамова участвовал в Каршинской экспедиции, а затем в 1870 г. и в походе против шахрисябзских беков Джура-бия и Баба-бия, за штурм города Китаба награждён орденом св. Анны 2-й степени с мечами. С 1868 по 1873 г. Иванов служил по военно-народному управлению в Заравшане и Кызылкумах, что дало ему возможность хорошо изучить быт туземцев. В 1872 г. произведён в полковники. С началом Хивинского похода 1873 г., на подполковника Иванова была возложена разведка пути к Адам-Крылгану, во время которой он с небольшим своим конвоем казаков был атакован многочисленным неприятелем; приказав конвою спешиться, Иванов геройски отбил все атаки и сам перешел в рукопашный бой, в котором все чины конвоя были ранены и он сам получил две раны — в ногу и руку; награждён орденом св. Владимира 3-й степени с мечами. По окончании военных действий Иванов был назначен начальником Аму-Дарьинского отдела, образованнаго из покорённых Хивинских земель, и приложил много старания к замирению этого района. Благодаря его твердой власти, там со времени покорения не было никаких осложнений, быстро развились русские поселения и окрепла торговля. 4 апреля 1876 г. произведён в генерал-майоры. В 1877 г. Иванов был назначен начальником Зеравшанского округа и управлял им шесть лет. Затем он был военным губернатором Ферганской области и в 1889 г. вышел в отставку. В 1899 г. он был вновь призван на службу, произведён в генерал-лейтенанты и назначен помощником Туркестанского генерал-губернатора генерал-лейтенанта Духовского, по управлению военной и гражданской частью края, а с 23 января 1901 г. занял пост Туркестанского генерал-губернатора и командующего войсками Туркестанского военного округа и управлял Туркестаном до дня своей смерти, 18 мая 1904 г. Похоронен в Ташкенте.

## Военные чины
- В службу вступил (11.08.1858)[1]:
- Хорунжий (13.11.1863)
- Сотник (20.03.1865)
- Есаул (08.05.1866)
- Штабс-капитан (13.01.1867)
- Капитан (29.08.1867)
- Подполковник (20.07.1871)
- Полковник за боевое отличие (07.11.1873)
- Генерал-майор (08.04.1884)
- Генерал-лейтенант (10.08.1898)

## Награды
- Орден Святой Анны 3 ст. с мечами и бантом (1865)[1]
- Орден Святого Георгия 4 ст. (1865)
- Орден Святого Владимира 4 ст. с мечами и бантом (1866)
- Орден Святого Станислава 2 ст. с мечами (1866)
- Золотая сабля «За храбрость» (1867)
- Императорская корона к Ордену Святого Станислава 2 ст. (1867)
- Орден Святой Анны 2 ст. с мечами (1870)
- Орден Святого Владимира 3 ст. с мечами (1874)
- Орден Святого Станислава 1 ст. (1880)
- Орден Святой Анны 1 ст. (1882)
- Орден Святого Владимира 2 ст. (1885)
- Орден Белого орла (1901)

иностранные:
- Персидский Орден Льва и Солнца 2 ст. со звездой